# Hinterer Langenberg
Der Hintere Langenberg ist ein Berg im Pfälzerwald.

## Geographie

### Lage
Der Hintere Langenberg hat eine langgestreckte Form und bildet den Nordwestausläufer des Weinbiet. Seine höchste Erhebung mit etwas mehr als 500 Metern befindet sich unweit des Weinbiet-Gipfels. Zum größten Teil befindet er sich auf der Gemarkung der kreisfreien Stadt Neustadt an der Weinstraße, ein kleinerer Teil im Westen gehört zur Ortsgemeinde Lindenberg und ein kleinerer Teil im Norden zur Waldgemarkung von Deidesheim.
Unmittelbar nördlich schließt sich das Silbertal und das Gimmeldinger Tal an. Unmittelbar südlich befindet sich das Schwalbeneck, das ebenfalls Bestandteil des Weinbiet-Massivs ist.

### Naturräumliche Zuordnung
In der Hierarchie der Naturräume liegt der Hintere Langenberg in folgender Schachtelung:
- Großregion 1. Ordnung: Schichtstufenland beiderseits des Oberrheingrabens
- Großregion 2. Ordnung: Pfälzisch-saarländisches Schichtstufenland
- Großregion 3. Ordnung: Pfälzerwald
- Region 4. Ordnung (Haupteinheit): Mittlerer Pfälzerwald
- Region 5. Ordnung: Haardt

## Kultur
An seiner Ostflanke befindet sich der denkmalgeschützte Weinbiet-Stein, an seiner Westflanke der Loogfels am Cyriakuspfad. Auf einem 230 Meter hohen Ausläufer im Westen befindet sich die Cyriakuskapelle.

## Verkehr
Entlang seiner Westflanke verläuft die Kreisstraße 16, die von Lindenberg nach Wachenheim an der Weinstraße führt.